# ネット支店
ネット支店（ネットしてん）は、実店舗も持つ従来ある金融機関（銀行など）の支店で、利用者に対し直接現金の受け払いを行う実店舗を原則的に使用せず、ATMやインターネットバンキング、テレフォンバンキング（電話を介した取引）での取引に特化した支店のこと。インターネット支店（インターネットしてん）などとも呼ばれる。

## 概要
顧客の側の利点としては、簡便な口座開設や手続き、24時間取引、手数料の割安さなどがあげられる。
基本的に実店舗を持たないネット銀行に比べて、従来の銀行のシステムを使用した支店も多いため、融資などの場面では既存の手順にネットの利便性をプラスした簡単な申込みで受けられる場合が多い。
銀行によってはこれらの支店のキャッシュカード利用時のみコンビニATMやゆうちょ銀行ATMの利用手数料の割引ないし無料化を行っているところも見られる。あるいは、インターネットバンキングが本来は有料の銀行の場合、これらの支店に限って無料化している場合も見られる。また、キャッシュカードを発行しない山陰合同銀行（DanDanBank）や島根銀行のように、スマホATM専用店舗となり、自行のATMが利用できないケースもある。
システムの信頼性は、基本的な部分は従来のシステムを使うため、ネット銀行よりも高くなっている。
インターネットバンキングに関しては、従来のシステムを使用し、登録済みのサービスに代表口座や利用口座として登録できるところと、システムは基本的には従来の物だが、管理を別にして、登録済みのサービスに代表口座や利用口座として登録できないところがあり、注意が必要である。前者については代表口座に設定する事で初年度利用料無料あるいは割引や次年度割引、永年無料の所もある。後者については前述の様に無料になる所もある。
通帳については従来型の冊子型通帳が発行されない場合があり、バンクステートメントの郵送や、ウェブ上での取引明細閲覧で代用される場合がある。なお、一部の店舗において取引によっては冊子式通帳が発行される場合がある。
ネット支店にはユニークな名称が付けられていることが多い。例として、トマト銀行のももたろう支店や四国銀行の龍馬支店など。
ネット銀行でも、ローソン銀行の場合は契約者の誕生月によって支店が自動的に割り当てられるが、支店名は全て食べ物の名称になっている。ネット銀行の先駆けであるPayPay銀行では本店営業部とビジネス営業部・LINE支店、及びソフトバンクカード支店などの一部入金照合口座の支店など、一部の支店を除いて動物の名称や星座・植物の名称になっている他、セブン銀行は花の名前、イオン銀行は誕生月の誕生石、楽天銀行は楽器（JRE BANKの支店は、新幹線ないしは特急の名称）、住信SBIネット銀行は果物、auじぶん銀行はいろ、大和ネクスト銀行は七福神、みんなの銀行は橋、UI銀行は惑星など、ある程度の法則がある。

## 日本のネット支店の一覧

### 現行の支店一覧
| 銀行名           | ネット支店の名称                                                                                          | 提携先                           | 通帳発行 | バンクステートメント | ネットで明細閲覧 | 備考 |
| ---------------- | --- | -------------------------------- | -------- | -------------------- | ---------------- | --- |
| みずほ銀行       | インターネット支店                                                                                        |                                  | -        | -                    | ○                | 2000年1月31日に富士銀行エムタウン支店として開設。吸収分割により、2002年4月1日に旧みずほ銀行の支店となり、2003年9月22日、エムタウン支店をインターネット支店と名称を変更した。2013年7月1日より、現みずほ銀行の支店に変更。従来からの利用者は、2021年1月18日より、自動的に「みずほe-口座通帳」の扱いとされた。 |
| 三菱UFJ銀行      | キャッスルタウン支店                                                                                      | ディズニー                       | ○        | -                    | ○                | 2007年5月28日に三菱東京UFJ銀行キャッスルタウン支店として開設（新システム稼働前の◆・B店扱い）。「メインバンク総合ステートメント」は、紙ないしはネットあるいは両方閲覧の選択が可能。 2010年2月26日、新規受付停止し、同年5月31日をもってキャッスルタウン支店利用者専用コンテンツは廃止となった。口座自体は従来どおり利用可能。 |
| 三菱UFJ銀行      | カブドットコム支店                                                                                        | カブドットコム証券（提携解消済） | ○        | -                    | ○                | 2007年4月19日に三菱東京UFJ銀行カブドットコム支店として開設（新システム稼働前の◆・B店扱い）。口座開設方法は、カブドットコム証券（当時）のオンライントレードの画面から申し込みを行い、届いた申込書を郵送する形式をとっていた。カブドットコム証券時代の2016年12月5日到着分をもって新規申込受付を停止した。その後、三菱東京UFJ銀行を所属銀行とする、カブドットコム証券による銀行代理店業務も終了され、提携解消となった。 |
| 三菱UFJ銀行      | ブラデスコ支店                                                                                            | ブラデスコ銀行                   | ○        | -                    | ○                | 2004年12月20日にUFJ銀行ブラデスコ支店として開設。在日ブラジル人向け。テレビ窓口でのドル建て送金利用を主目的とした勘定であるため、厳密な意味でのネット支店とは異なる。2014年1月11日を以って新規口座開設を停止され、同年6月14日を以ってテレビ窓口での送金サービスも停止した。既存顧客の口座自体はその後も利用可能である。 |
| 三菱UFJ銀行      | インターネット支店                                                                                        |                                  | -        | ○                    | ○                | 2001年6月25日に三和銀行インターネット支店として開設。2016年3月12日を以て、新規口座開設受け付けを終了。なお、新システム稼働以前からの利用者など、特に不要を希望をしなければ、「メインバンク総合ステートメント」は、紙とネットの両方閲覧が可能であった。 |
| 三菱UFJ銀行      | インターネット支店の 「貯蓄預金」                                                                         |                                  | ○        | ○                    | ○                | 2008年12月15日 - 2010年1月9日に発行されたメールオーダ用申込用紙では、申込不可とされていた。 |
| 三井住友銀行     | オリーブFAWN支店・オリーブDILL支店・オリーブECRU支店・オリーブCORK支店・オリーブBLUE支店・オリーブASH支店 | Olive                            | -        | -                    | ○                | 2023年に開始されたOlive利用者のうち、既存口座からの切り替えではない利用者に割り当てられるデジタル支店。2023年3月1日よりオリーブASH支店、2023年7月4日よりオリーブCORK支店・オリーブBLUE支店、2024年8月19日よりオリーブFAWN支店・オリーブDILL支店・オリーブECRU支店がそれぞれ開始されている。 |
| りそな銀行       | アルファ支店・ベータ支店                                                                                  | JALマイレージバンク              | -        | -                    | ○                | 2016年3月21日開設。インターネット専用口座の開設で、ランダムに支店名が設定される。2016年8月3日より、JMB提携のないサービスを提供する口座が開設可能となり、口座店は、JMB提携のある口座と同一のものとなる。被仕向送金には非対応。 |
| 青森みちのく銀行 | あおもりネット支店                                                                                        |                                  | -        | -                    | ○                | 2016年9月20日、青森銀行あおぎんネット支店として開設。口座開設にはスマートフォンと運転免許証が必要で、なおかつ支店が所在する都道県在住者のみ契約可能。2022年11月14日、青森銀行あおもりネット支店に改称。令和7年1月1日、青森みちのく銀行あおもりネット支店に改称し、既存の店舗に口座がなく、かつ青森県外の口座開設については、青森県外の各支店から近隣に在住の場合に開設可能とする形に変更された。 |
| 秋田銀行         | あきぎんこまち支店                                                                                        |                                  | -        | -                    | ○                | 2014年9月29日開設。 |
| 北都銀行         | あきたびじん支店                                                                                          |                                  | -        | -                    | ○                | 2014年9月22日開設。2023年11月30日新規受付終了。2025年7月28日より支店コードが128から200に変更される予定。 |
| 荘内銀行         | わたしの支店                                                                                              |                                  | -        | -                    | ○                | 2012年3月19日開設。2023年11月1日新規受付終了。 |
| 山形銀行         | インターネット支店                                                                                        |                                  | -        | -                    | ○                | 2016年4月1日開設。2022年1月17日を以って口座開設受付終了。 |
| 岩手銀行         | イーハトーヴ支店                                                                                          |                                  | -        | -                    | ○                | 2007年5月21日開設。2016年2月2日から定期預金の一部受付中止。2020年10月20日をもって新規口座開設の受付を終了したが、既存の口座は引き続き使用可能。 |
| 岩手銀行         | ソラ支店                                                                                                  |                                  | -        | -                    | ○                | 2025年3月25日開設。 |
| 東邦銀行         | インターネット支店                                                                                        |                                  | -        | -                    | ○                | 2009年8月3日開設。申込書送付前に電話で予備審査（申込者本人が福島県関係者であるかどうかや他行では不可能な取引なのかのヒアリング）が実施され、予備審査が通った時点で口座開設の書類が送付され、さらに本審査が行われる。それらをクリアしたケースに限り、口座開設可能。 |
| 群馬銀行         | インターネット支店                                                                                        |                                  | -        | ○                    | ○                | 2017年6月19日開設。口座開設にはスマートフォンと運転免許証が必要。群馬県、栃木県、埼玉県、東京都の全域、並びに長野県、神奈川県、茨城県、千葉県の一部地域に、在住又は在勤している場合のみ契約可能。 |
| 足利銀行         | パスカル支店                                                                                              |                                  | -        | -                    | ○                | 2016年8月29日開設。既存の本支店にて口座を契約してしなく、尚且つ栃木県、群馬県、茨城県、埼玉県、福島県、東京都に居住（予定も含む）している満18歳以上の場合のみ契約可能。 |
| 常陽銀行         | インターネット支店                                                                                        |                                  | -        | -                    | ○                | 2016年10月3日開設。既存の支店に口座を有しない顧客を対象とし、支店を有する都県内の指定地域に在住する顧客を対象とする。 |
| 筑波銀行         | つくばのガマぐち支店                                                                                      |                                  | -        | -                    | ○                | 2017年7月18日開設。 |
| 千葉銀行         | インターネット支店                                                                                        |                                  | -        | ○                    | ○                | 2014年8月25日開設。当初は口座開設に当たり、契約可能な顧客の居住対象地が相当に限定されていたが、同年12月に、茨城県、埼玉県、千葉県、東京都の全域及び神奈川県横浜市又は川崎市へと拡張された。 |
| きらぼし銀行     | インターネット支店                                                                                        |                                  | -        | ○                    | ○                | 2003年に「東京都民銀行ハローアクセス支店」として開設。2015年8月24日「インターネット支店」に改称、サービスを拡大。東京都民銀行時代の2017年6月12日をもって、ローンの利用目的あるいは前給サービスでの給与受取のための利用など、特定の用途を理由とするケースを除き、新規口座開設の受付を終了。既存の口座は、これに関わらず引き続き利用可能である。 |
| 第四北越銀行     | インターネット支店                                                                                        |                                  | -        | -                    | ○                | 2018年4月2日第四銀行インターネット支店として開設。2021年1月1日、第四北越銀行インターネット支店に改組。新潟県、北海道、埼玉県在住者が、スマートフォン向け口座開設アプリを利用することで開設可能。 |
| 山梨中央銀行     | インターネット富士山支店                                                                                  |                                  | -        | -                    | ○                | 2017年7月18日開設。口座開設にはスマートフォンと運転免許証が必要。 |
| 福井銀行         | ジュラチック王国支店                                                                                      |                                  | -        | -                    | ○                | 2017年3月1日開設。2023年2月6日から実店舗を取扱店とする「WEB口座開設サービス」の取扱開始するのに併せて2023年1月12日をもって新規口座開設の受付を終了した。 |
| 静岡銀行         | インターネット支店                                                                                        |                                  | -        | -                    | ○                | 2007年7月31日開設。口座開設にはスマートフォンと運転免許証が必要。 |
| スルガ銀行       | 個人専用支店                                                                                              | ゆうちょ銀行（提携解消済）       | -        | ○                    | ○                | ゆうちょ銀行提携ローン利用者専用支店。スルガ銀行によるゆうちょ銀行との提携解消に伴い、新規受付終了。支店名も、ゆうちょ専用支店から個人専用支店に改められた。 |
| スルガ銀行       | ANA支店                                                                                                   | 全日本空輸                       | -        | ○                    | ○                | 当初は、キャッシュカードは「ANA financial Pass」（電子マネーEdy機能付き）となっていたが、後に別カードでVISAデビットの発行も可能となった。新規開設はfinancial Pass一体型カードのみを発行し、その後順次キEdy機能付きカードはキャッシュカードの磁気不良や紛失などで再発行では発行されなくなる。 2022年に42xxなどで始まるVISAカードのBIN変更に伴い強制的に4539で始まる番号のVISAデビットカードがキャッシュカード一体型で再発行開始、段階的にfinancial Passデザインで発行されている。口座開設にはスマートフォンと運転免許証が必要。 |
| スルガ銀行       | Vポイント支店                                                                                             | CCCMKホールディングス(Vポイント) | -        | ○                    | ○                | 2024年9月2日、Tポイント支店より改称。口座開設にはスマートフォンと運転免許証が必要。 |
| スルガ銀行       | Dバンク支店                                                                                               | スルガ銀行                       | -        | ○                    | ○                | ネットバンク支店として開業。 |
| スルガ銀行       | Dバンク支店 アクサダイレクトプラザ                                                                        | アクサ損害保険                   | -        | ○                    | ○                | |
| スルガ銀行       | Dバンク支店 ソフマップ・バンククラブ                                                                      | ソフマップ                       | -        | ○                    | ○                | |
| スルガ銀行       | Dバンク支店 リプラススマートバンクサービス                                                                | リプラス                         | -        | ○                    | ○                | リプラスの破綻に伴い、一般のDバンク支店（当時はネットバンク支店）と同じ扱いに変更されている。 |
| スルガ銀行       | Dバンク支店 ALSOK CLUB                                                                                    | 綜合警備保障                     | -        | ○                    | ○                | |
| スルガ銀行       | Dバンク支店 ドコモdポイントクラブ応援バンク                                                               | NTTドコモ                        | -        | ○                    | ○                | 口座開設にはスマートフォンと運転免許証が必要。 |
| スルガ銀行       | Dバンク支店 Gポイントクラブ                                                                               | ジー・プラン                     | -        | ○                    | ○                | |
| スルガ銀行       | Dバンク支店 ワールドキャビット                                                                            | エイチ・アイ・エス               | -        | ○                    | ○                | 当初はマイ支店の取り扱いであったが、2016年12月19日より、Dバンク支店扱いで受付再開。 |
| スルガ銀行       | Dバンク支店 KNTトラベルキャッシュ                                                                         | KNT-CTホールディングス           | -        | ○                    | ○                | 当初はマイ支店の取り扱いであったが、2016年12月19日より、Dバンク支店扱いで受付再開。 |
| 清水銀行         | 清水みなとインターネット支店                                                                              |                                  | -        | -                    | ○                | 2016年4月5日開設。 |
| 大垣共立銀行     | ネットプラザ支店                                                                                          |                                  | -        | -                    | ○                | 2000年8月1日開設。岐阜県、愛知県の全域、並びに三重県の一部（四日市市・桑名市・鈴鹿市・いなべ市・桑名郡木曽岬町・員弁郡東員町・三重郡菰野町・三重郡朝日町・三重郡川越町）、滋賀県の一部（彦根市・長浜市・米原市・犬上郡多賀町・犬上郡豊郷町）に在住又は在勤している場合のみ契約可能。 |
| 百五銀行         | イーポケット支店                                                                                          |                                  | -        | -                    | ○                | 2001年4月23日開設。三重県、名古屋市近郊、新宮市居住者のみ開設可。既に総合口座を保有している場合、普通預金に切り替えが必須。 |
| 京都銀行         | ネットダイレクト支店                                                                                      |                                  | -        | -                    | ○                | 2005年3月7日開設。口座開設にはスマートフォンと運転免許証が必要。 |
| 関西みらい銀行   | いちょう並木支店                                                                                          |                                  | ○        | ○                    | ○                | 関西アーバン銀行いちょう並木支店として開設。びわこ銀行を吸収合併後、びわこ銀行のネット店舗だったゆめおうみ支店を統合。2019年3月29日で、新規申し込み終了。 |
| 池田泉州銀行     | ダイレクト支店                                                                                            |                                  | -        | ○                    | ○                | 2002年に泉州銀行ダイレクト支店として開設。口座開設にはスマートフォンと運転免許証が必要。 |
| 池田泉州銀行     | インターネット支店                                                                                        |                                  | -        | -                    | ○                | 2006年に池田銀行インターネット支店として開設。2019年8月30日をもって新規申込終了。 |
| 南都銀行         | まほろば支店                                                                                              |                                  | -        | -                    | ○                | 2019年1月17日開設。国内に居住する満18歳以上の個人を対象。キャッシュカードは本人受取限定郵便で送付される。 |
| 紀陽銀行         | インターネット支店                                                                                        |                                  | -        | -                    | ○                | 2007年6月11日開設。ネット定期預金専用支店。このためATM宝くじが購入できないなどの制約があり、利用者が行う振込についても、あらかじめ申込書で指定した自身の名義の口座（紀陽銀行以外の金融機関でも可能）宛てでなければ不可。 |
| 鳥取銀行         | とっとり砂丘大山支店                                                                                      |                                  | -        | -                    | ○                | 2015年3月16日開設。 |
| 山陰合同銀行     | ダイレクト支店                                                                                            |                                  | -        | -                    | ○                | |
| 山陰合同銀行     | DANDANアクア支店 DANDANローズ支店 DANDANミント支店 DANDANパール支店 DANDANセピア支店 DANDANオーロラ支店   |                                  | -        | -                    | ○                | DanDanBankアプリ利用者専用支店として、2024年10月29日開設。 |
| 中国銀行         | 晴れの国支店                                                                                              |                                  | -        | -                    | ○                | 2012年10月1日開設。2019年12月19日をもって、新規申込みの受付を終了。 |
| 広島銀行         | ひろぎんカープ支店                                                                                        |                                  | -        | -                    | ○                | 2013年3月11日開設。2019年3月18日、ひろぎんネット支店からひろぎんカープ支店に改称。口座開設には、セブン銀行ATMの利用ないしはスマートフォンと運転免許証が必要（ただし、広島県・岡山県・山口県・愛媛県在住者は、ひろぎんカープ支店ではなく、住所地近隣店舗での口座開設となる）。 |
| 伊予銀行         | インターネット支店                                                                                        |                                  | -        | -                    | ○                | 2012年10月15日開設。口座開設にはスマートフォンと運転免許証が必要。 |
| 四国銀行         | 龍馬支店                                                                                                  |                                  | -        | -                    | ○                | 2013年11月18日開設。口座開設にはスマートフォンと運転免許証が必要。キャッシュカードは本人受取限定郵便で送付される。 |
| 福岡銀行         | ネットワン支店                                                                                            |                                  | -        | -                    | ○                | 2008年3月3日開設。口座開設にはスマートフォンと運転免許証が必要。 |
| 十八親和銀行     | デジタル出島支店                                                                                          |                                  | -        | ○                    | ○                | 2001年、十八銀行デジタル出島支店として開設。2009年11月10日、普通預金（定期預金）の口座開設が条件付きとなる。2020年10月より、十八親和銀行デジタル出島支店に改組。※長崎県、福岡県、熊本県、山口県に居住の個人または十八親和銀行の本支店に、普通預金口座（総合口座）を所有する個人。合併によるシステム統合にともない、2020年末で新規受付を終了。 |
| 大分銀行         | ネット赤レンガ支店                                                                                        |                                  | -        | -                    | ○                | 2014年8月18日開設。2017年6月1日から新規申し込み受付停止。 |
| 鹿児島銀行       | ネット支店                                                                                                |                                  | -        | -                    | ○                | 2015年8月17日開設。口座開設にはスマートフォンと運転免許証が必要。 |
| 沖縄銀行         | 美ら島支店                                                                                                |                                  | -        | ○                    | ○                | 2007年10月1日開設。2023年5月12日から新規申し込み及び定期預金新規預入受付停止。 |
| SMBC信託銀行     | インターネット支店                                                                                        |                                  | -        | -                    | ○                | 2015年11月1日、シティバンク銀行のリテール部門がSMBC信託銀行へ事業譲渡されたことに伴い、シティバンク銀行インターネット支店の受け皿となる形で開設。2021年11月22日に本店営業部開設に伴い、有人店舗化（新規口座は、大手町支店に開設される扱いとなる）。同店のブランチインブランチとされたため、同日より「インターネット支店」での口座開設は事実上終了となった。 |
| SBI新生銀行      | さくら支店                                                                                                |                                  | -        | ◯                    | ○                | 従来、口座のメールオーダーやネットからの申込は、本店やトウキョウ支店になされていたが、2024年4月1日以降、当該専用支店として開設された支店。 |
| あおぞら銀行     | BANK支店                                                                                                  |                                  | -        | -                    | ○                | インターネット支店として、2009年4月1日開設。2019年7月16日、新サービスの提供開始に合わせて支店名称をインターネット支店からBANK支店に改称。後述のBANKブルー支店設置に伴い、2021年1月29日受け付け分を以て新規での普通預金口座の開設を終了。 |
| あおぞら銀行     | BANKブルー支店                                                                                            |                                  | -        | -                    | ○                | 前月末で、有人店舗の現金取り扱いが全店舗で終了したことに伴い、以降の有人窓口（例外あり）およびネット・メールオーダーでの新規口座開設時の口座開設店として、2021年2月1日開設。 |
| あおぞら銀行     | BANKスカイ支店                                                                                            |                                  | -        | -                    | ○                | 2021年10月11日開設。2022年1月11日以降の新規口座開設は一律で当店となる。 |
| あおぞら銀行     | BANKマリン支店                                                                                            |                                  | -        | -                    | ○                | 2022年11月1日開設。2022年11月1日以降の新規口座開設は一律で当店となる。 |
| あおぞら銀行     | BANKコバルト支店                                                                                          |                                  | -        | -                    | ○                | [ 44 ] |
| SBJ銀行          | インターネット支店                                                                                        |                                  | -        | -                    | ○                | スマートフォンアプリによって口座開設可能な支店。ワンタイムパスワードも、専用アプリに内蔵されているものを使用。 |
| きらやか銀行     | SBIさくらんぼ支店                                                                                         |                                  | -        | -                    | ○                | 2008年6月16日、ネットきらやかさくらんぼ支店として開設。2018年4月2日から新規申込受付を山形県内に居住する者に限定したが、2023年8月30日、リニューアルを行い顧客対象を全国に広げた。口座開設にはスマートフォンと運転免許証が必要。2024年12月2日、資本関係にあるSBIホールディングス傘下のSBIネオファイナンシャルサービシーズの協力をもとに、従来の「ネットきらやかさくらんぼ支店」を「SBIさくらんぼ支店」に刷新。 |
| 北日本銀行       | インターネット支店                                                                                        |                                  | -        | -                    | ○                | 2015年7月13日開設。一般店舗利用者は、原則一般店舗の口座に付加するサービスとなり、一般店舗のない地域での利用希望者は単独での契約となる。口座開設にはスマートフォンと運転免許証が必要。 |
| 福島銀行         | いつでもどこでも支店                                                                                      |                                  | -        | -                    | ○                | 2014年7月22日開設。口座開設にはスマートフォンと運転免許証が必要。 |
| 大東銀行         | ハーモニー支店                                                                                            |                                  | -        | -                    | ○                | 口座開設にはスマートフォンと運転免許証が必要。キャッシュカードは本人受取限定郵便で送付される。 |
| 東和銀行         | インターネット支店                                                                                        |                                  | -        | -                    | ○                | 2010年3月1日開設。 |
| 京葉銀行         | インターネット支店                                                                                        |                                  | -        | -                    | ○                | 2017年4月27日開設。千葉県、東京都、神奈川県、埼玉県、茨城県に居住の18歳以上の個人に対象顧客を限定。 |
| 東日本銀行       | お江戸日本橋支店                                                                                          |                                  | -        | -                    | ○                | 2011年4月18日開設。 |
| 大光銀行         | えちご大花火支店                                                                                          |                                  | -        | -                    | ○                | 2017年10月2日開設。 |
| 富山第一銀行     | インターネット支店                                                                                        |                                  | -        | -                    | ○                | 2017年5月15日開設。定期預金300万円以上、カードローン契約のいずれかが開設にあたる必須条件。 |
| あいち銀行       | なごやめし支店                                                                                            |                                  | -        | -                    | ○                | 2025年1月1日開設、同年1月6日開設受付を開始。既存店舗に口座開設がなく、かつ、15歳～75歳で、愛知県・岐阜県・三重県・静岡県以外に在住・勤務しているものを口座開設対象としている。 |
| 名古屋銀行       | インターネット支店                                                                                        |                                  | -        | -                    | ○                | 2015年1月23日開設。2018年11月30日15時を以て新規申込を停止。 |
| みなと銀行       | 海岸通支店                                                                                                |                                  | -        | -                    | ○                | 2007年4月16日開設。2011年2月1日より、兵庫県・大阪府に居住の満20歳以上の個人に限定。 |
| 島根銀行         | スマートフォン支店                                                                                        |                                  | -        | -                    | ○                | 2022年9月26日開設。通帳およびキャッシュカードを発行せずスマホATM機能や振込などを用いて入出金を行う。パソコンでも利用可(ログインのためスマートフォン必須)。 |
| トマト銀行       | ももたろう支店                                                                                            |                                  | -        | -                    | ○                | 2010年3月23日開設。 |
| 西京銀行         | アクト支店                                                                                                |                                  | -        | -                    | ○                | 2010年12月24日ウェブ一丁目支店として開設。2015年10月19日改称。 |
| 徳島大正銀行     | とくぎんネット支店                                                                                        |                                  | -        | -                    | ○                | 2024年2月26日開設。口座開設にはスマートフォンと運転免許証が必要。 |
| 香川銀行         | セルフうどん支店                                                                                          |                                  | -        | -                    | ○                | 2011年1月12日開設。口座開設にはスマートフォンと運転免許証が必要。キャッシュカードは本人受取限定郵便で送付される。 |
| 愛媛銀行         | HandyBank支店                                                                                             |                                  | -        | -                    | ○                | 2025年3月24日開設。ひめぎんアプリないしはセブン銀行ATMで口座開設を行う。 |
| 愛媛銀行         | 四国八十八カ所支店                                                                                        |                                  | -        | ○                    | ○                | 2008年4月14日開設。口座自動振替は利用できない。 |
| 高知銀行         | よさこいおきゃく支店                                                                                      |                                  | -        | -                    | ○                | 2015年5月25日開設。口座開設にはスマートフォンと運転免許証が必要。 |
| 南日本銀行       | ミナミネット支店                                                                                          |                                  | -        | -                    | ○                | 2011年4月11日開設。ローン専門支店。営業エリア内（鹿児島・熊本・福岡・宮崎）のみ開設可。 |

上記以外（無通帳タイプ）
- 西日本シティ銀行NCBインターネット支店 ※店舗一覧に記載なし。廃止・統合の記載もなし。他店からの振込でも指定できず。
- 北日本銀行イーダイレクト支店 上述のインターネット支店とは別店舗。カードローン専用支店。
- 朝日信用金庫東京下町ネット支店　※東京都（23区・西東京市）・埼玉県（戸田市・蕨市・さいたま市（旧岩槻市を除く）・八潮市・草加市・川口市・三郷市・越谷市・和光市・新座市・朝霞市・吉川市）・千葉県（松戸市・市川市・流山市・柏市・鎌ヶ谷市・船橋市・浦安市・習志野市・千葉市・八千代市・佐倉市・四街道市）に在住又は在勤している場合のみ開設可能。
- 西武信用金庫東京プライベートネット支店　※東京都・埼玉県・神奈川県・千葉県在住の個人のみ開設可。
- 城南信用金庫しらうめJネット支店 ※口座開設にはスマートフォンと運転免許証が必要。
- しずおか焼津信用金庫しずしんインターネット支店 ※キャッシュカードは本人受取限定郵便で送付される。
- 岐阜信用金庫ムーミン支店 ※現在は開設不可
- 豊橋信用金庫インターネット支店 ※キャッシュカードは本人受取限定郵便で送付される。
- 岡崎信用金庫おかしんインターネット支店 ※口座開設にはスマートフォンと運転免許証が必要。キャッシュカードは本人受取限定郵便で送付される。
- 瀬戸信用金庫インターネット支店
- 豊田信用金庫とよしんインターネット支店 ※キャッシュカードは本人受取限定郵便で送付される。
- 碧海信用金庫スマイルネット支店　※愛知県内に在住または在勤の場合のみ開設可。
- 西尾信用金庫にしお信金インターネット支店　※愛知県内に在住の場合のみ開設可。
- 京都信用金庫夢ネット支店　※2016年4月28日をもって新規口座開設停止
- 大阪信用金庫だいしん未来支店　※2021年2月15日に新規口座開設停止
- 大阪シティ信用金庫夢ふくらむ支店 ※定期預金の預入、解約等はテレホンバンキングのみ可。
- 姫路信用金庫インターネット支店 ※口座開設にはスマートフォンと運転免許証が必要。
- 播州信用金庫夢みらい支店
- 尼崎信用金庫ウル虎支店 - 2007年2月5日開設。
- 呉信用金庫くれしんれもねっと支店　※広島県内に在住の場合のみ開設可。
- 鹿児島信用金庫インターネット支店 - 2020年5月18日開設[60]。キャッシュカードは本人受取限定郵便で送付される。
- 北海道労働金庫インターネット北海道支店※
- 東北労働金庫インターネット東北支店※
- 中央労働金庫インターネット中央支店※
- 長野県労働金庫インターネット長野支店※
- 静岡県労働金庫インターネット静岡支店※
- 東海労働金庫eネット支店※
- 中国労働金庫インターネット中国支店
- 四国労働金庫インターネット四国支店※
- 九州労働金庫インターネット九州支店※
- 沖縄県労働金庫インターネット沖縄支店※

※中国労働金庫以外は既存の取引本支店で口座を開設している事が前提。中国労働金庫では、インターネット中国支店で普通預金の取引ができるのに対して、他の労働金庫では、ろうきんダイレクトに於いて実店の普通預金口座は代表店口座に設定され、一方でろうきんダイレクト専用の定期預金およびエース預金の口座は、当該のネット支店に開設されると同時に利用口座として設定される為である。

### かつて存在した日本のネット支店の一覧
ここでは、口座勘定が閉鎖された支店を取り上げる。銀行名は、口座勘定閉鎖当時のもの。
| 銀行名                                 | ネット支店の名称                        | 提携先                                        | 継承先                                                          | 通帳発行 | バンクステートメント | ネットで明細閲覧 | 備考 |
| -------------------------------------- | --------------------------------------- | --------------------------------------------- | --------------------------------------------------------------- | -------- | -------------------- | ---------------- | --- |
| 東京都民銀行(現・きらぼし銀行)         | 楽天支店                                | 楽天（現・楽天グループ）                      | イーバンク銀行→楽天銀行                                         | -        | -                    | ○                | 楽天（当時）と東京都民銀行（当時）との共同施策（楽天バンク@TTB）として開設。独立した銀行として分離させる可能性を視野に入れ、勘定系システムを東京都民銀行のシステム（当時は、STAR-ACEを採用）とは別途構築していたが、楽天が当時のイーバンク銀行（現・楽天銀行）を買収したことに伴い、廃店。預金残高は当時のイーバンク銀行に移管された。 |
| スルガ銀行                             | エスイーバンク支店                      | スルガ銀行                                    |                                                                 | -        | ○                    | ○                | 口座開設の際にITエンジニア関連の職業又は資格が必要であった。現在は、口座自体がDバンク支店に統合されている。 |
| スルガ銀行                             | イービジネスダイレクト支店              | スルガ銀行                                    |                                                                 | -        | ○                    | ○                | 法人向け |
| スルガ銀行                             | イービジネスダイレクト支店 CLUB USEN    | USEN                                          |                                                                 | -        | ○                    | ○                | 法人向け |
| スルガ銀行                             | ダイレクトワン支店 ガリバークラブ       | ガリバーインターナショナル                    |                                                                 | -        | ○                    | ○                | |
| スルガ銀行                             | ドリームダイレクト支店                  | スルガ銀行                                    |                                                                 | -        | ○                    | ○                | |
| スルガ銀行                             | ドリームダイレクト支店 マイホームクラブ | スルガ銀行                                    |                                                                 | -        | ○                    | ○                | |
| スルガ銀行                             | OCN支店                                 | NTTコミュニケーションズ                       | Dバンク支店                                                     | -        | ○                    | ○                | Dバンク支店に統合 2019年3月18日 |
| スルガ銀行                             | ソネット支店                            | So-net ソニーネットワークコミュニケーションズ | Dバンク支店                                                     | -        | ○                    | ○                | |
| スルガ銀行                             | マイ支店                                | スルガ銀行                                    | Dバンク支店                                                     | -        | ○                    | ○                | 2016年12月6日と12月19日の2回に分けて、Dバンク支店に統合(利用者により異なる)。以降のサービス内容や優遇条件なども、以前からのDバンク支店のものに併せられる。 |
| スルガ銀行                             | マイ支店 ワールドキャビット             | エイチ・アイ・エス                            | Dバンク支店                                                     | -        | ○                    | ○                | 2016年12月19日より、Dバンク支店扱いで受付再開。 |
| スルガ銀行                             | マイ支店 KNTトラベルキャッシュ          | KNT-CTホールディングス                        | Dバンク支店                                                     | -        | ○                    | ○                | 2016年12月19日より、Dバンク支店扱いで受付再開。 |
| スルガ銀行                             | マイ支店 Debit@                         | ウェブマネー                                  | マイ支店→Dバンク支店                                            | -        | ○                    | ○                | Debit@サービス終了に伴い、現在は、提携なしの一般のマイ支店（→Dバンク支店）の口座と同じ扱いに変更されている。 |
| シティバンク銀行                       | インターネット支店                      |                                               | SMBC信託銀行インターネット支店                                  | -        | -                    | ○                | 2007年10月22日開設。2015年11月1日、リテール部門のSMBC信託銀行への事業譲渡に伴い、SMBC信託銀行インターネット支店に移管され、シティバンク銀行の支店としては廃止。 |
| 福邦銀行                               | インターネット支店                      |                                               | フェニックス通り支店他                                          | -        | -                    | ○                | 2019年1月21日開設。 全店で通帳レスのWEB（ウェブ）口座の取り扱いが可能となり、インターネットバンキングの機能拡充などで非対面サービスが広く提供できるようになっため、実店舗への口座移管が完了次第廃止。 |
| 中京銀行                               | なごやめし支店                          |                                               | あいち銀行なごやめし支店                                        | -        | -                    | ○                | 2015年2月16日開設。2024年10月1日から新規口座開設を停止。2025年1月6日より、あいち銀行なごやめし支店として新規開業に伴い、2024年12月31日で、中京銀行なごやめし支店としては廃止され、あいち銀行なごやめし支店に移管された。 |
| 関西アーバン銀行（現・関西みらい銀行） | ゆめおうみ支店                          |                                               | 関西アーバン銀行いちょう並木支店→関西みらい銀行いちょう並木支店 | ○        | -                    | ○                | びわこ銀行のネット支店として開設。関西アーバン銀行に吸収合併されることに伴い、新規口座開設終了。合併後、関西アーバン銀行のネット支店となったが、その後のシステム統合に伴い、従来の関西アーバン銀行のネット支店である、いちょう並木支店に統合されたため、勘定を閉鎖。                                                                   |